# Tony Fadell
Tony Fadell (geboren op 22 maart 1969) is een Libanees-Amerikaanse uitvinder, ontwerper, ondernemer en investeerder.
Fadell studeerde af aan de Universiteit van Michigan in 1991, met een Bachelor of Science-graad in Technische informatica.

## Carrière

### Apple
Fadell startte zijn werk voor Apple in 2001 als inhuurkracht voor het ontwerpen van de iPod, een draagbare muziekspeler. Tijdens die periode ontwikkelde hij het concept en een initieel ontwerp. Hij kwam in vaste dienst om de iPod & Special Projects-groep te leiden in april 2001. Daar kreeg hij de taak het ontwerp en productie van de iPod en iSight-apparaten te leiden. In 2004 werd hij gepromoveerd tot Vice President van de iPod-afdeling, en eind 2005 kondigde Apple aan dat Fadell de plek zou innemen van Jon Rubinstein als Senior Vice President van de iPod-afdeling op 31 maart 2006.
Fadell werd bekend als "een van de vaders van de iPod", vanwege zijn werk aan de eerste generatie iPod.
Op 3 november 2008 maakte The Wall Street Journal Fadells vertrek bekend bij Apple.

### Nest Labs
In 2010 startte hij Nest Labs, dat hun eerste product, de Nest Learning Thermostat, in oktober 2011 aankondigde. Nest werd overgenomen door Google in januari 2014. Sinds begin 2015 werkte Fadell aan de Google Glass.
Fadell bouwde aan zijn energiezuinige huis en zocht naar een goede thermostaat. Hij was ontevreden over de beperkte mogelijkheden van de verkrijgbare apparaten en besloot om samen met oud-collega Matt Rogers te werken aan een nieuw ontwerp. In mei 2010 werd hun bedrijf Nest Labs opgericht in Palo Alto. De eigen ontwikkelde thermostaat werd op de markt gebracht als de Nest Learning Thermostat.
Begin juni 2016 maakte Fadell op zijn blog bekend dat hij Nest ging verlaten en binnen Google-moederbedrijf Alphabet een adviseursrol gaat vervullen.

## Prijzen en erkenningen
- 2012: Alva Award, "The Next Great Serial Inventor"
- 2012: Vanity Fair, "Next Establishment" lijst
- 2013: Business Insider, Top 75 technologie ontwerpers
- 2013: Fast Company, 100 meest creatieve mensen
- 2013: CNBC, Top 50 van opschudders
- 2014: TIME Magazine, 100 meest invloedrijke mensen op aarde
- 2014: CNN, CNN 10: Denkers

- Bibsys: 1653286949848
- Catàleg d'autoritats de noms i títols de Catalunya: 981060902475806706
- Gemeinsame Normdatei: 1271919745
- International Standard Name Identifier: 0000 0004 1730 828X
- Library of Congress Control Number: n2013042559
- Nationale Bibliotheek van Tsjechië: xx0321034
- Nederlandse Thesaurus van Auteursnamen: 438286529
- Système universitaire de documentation: 264810821
- Virtual International Authority File: 305128635
- WorldCat: E39PBJwmQXkP6fT7JcjB3X6qcP